# دهستان استرآباد
استرآباد، دهستانی از توابع بخش کمالان شهرستان علی‌آباد در استان گلستان ایران است.

## جمعیت
براساس سرشماری سال ۱۳۸۵ جمعیت آن ۹٬۳۲۰ نفر (۲٬۳۹۱ خانوار) بوده‌است.